# Прапор Тибету
Національний прапор Тибету несе зображення гори з двома сніговими левами, шістьма червоними і шістьма синіми променями, що розходяться від сонця. У самому Тибеті цей прапор заборонений китайською владою як символ сепаратизму.

Прапор 1920 — 1925 рр. (пропорція 6:7)

Дана версія прапора була прийнята в 1925 році Далай-ламою XIII, що об'єднав в ньому військові прапори різних провінцій. Прапор був символом незалежного Тибету аж до 1950 року.
Він залишається символом уряду Тибету у вигнанні (що знаходиться в Дармсалі, Індія).

## Пояснення символіки прапора
На офіційному сайті  уряду Тибету у вигнанні дається наступна трактування кольорів і фігур прапора:
- Велична і прекрасна сніжна гора в центрі символізує великий Тибет — країну, оточену сніговими горами.
- Шість червоних променів світла в небі символізують шість початкових тибетських народностей — племен се, му, донг, тонг, дру і ра.
- Чергування червоних променів народностей і темно-блакитного неба символізує досконалості доброчесної поведінки для охорони і захисту духовної та світської влади двома божествами-хранителями, (червоним і чорно-синім), які здавна протегували Тибету.
- Промені світла, які виходять від сонця, що піднімається над вершиною сніжної гори, символізують, що весь народ Тибету насолоджується однаково світлом свободи, духовного і мирського щастя і процвітання.
- Грізні пози пари безстрашних сніжних левів, обличчя яких відзначені п'ятьма особливими рисами, символізують повну перемогу діянь уряду, об'єднуючого духовні та мирські сили.
- триколірна коштовність, прекрасна і блистаюча світлом, символізує Притулок усього народу Тибету — Будду, Вчення і Громаду.
- Підтримувана сніговими левами двоколірна коштовність вихорів благодаті символізує дотримання моральних принципів відповідно до піднесених традицій, представлених в першу чергу десятьма чеснотами і шістнадцятьма людськими моральними правилами.
- Жовтий бордюр прапора символізує процвітання і зростання в усіх часах і напрямах вчення Будди, подібного чистому золоту.